# سلجوق یولا
سلجوک یولا (انگلیسی: Selçuk Yula; ۸ نوامبر ۱۹۵۹ – ۶ اوت ۲۰۱۳) بازیکن فوتبال اهل ترکیه بود.
از باشگاه‌هایی که در آن بازی کرده‌است می‌توان به باشگاه فوتبال بلاو-وایس ۹۰ برلین، باشگاه فوتبال گالاتاسرای، باشگاه ورزشی ساری‌یر، و باشگاه فوتبال فنرباغچه اشاره کرد.
وی همچنین در تیم‌های ملی فوتبال Turkish national under-18 football team, Turkish national under-21 football team، و ترکیه بازی کرده‌است.